# Kanton Saint-Germain-du-Teil
Saint-Germain-du-Teil is een voormalig kanton van het Franse departement Lozère. Het kanton maakte deel uit van het arrondissement Mende.

## Gemeenten

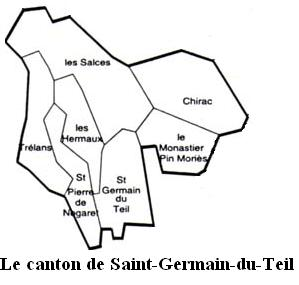
Ligging van gemeenten in het kanton

Het kanton Saint-Germain-du-Teil omvatte de volgende gemeenten:
- Chirac
- Les Hermaux
- Le Monastier-Pin-Moriès
- Saint-Germain-du-Teil (hoofdplaats)
- Saint-Pierre-de-Nogaret
- Les Salces
- Trélans

## Geschiedenis
Het kanton werd op 22 maart 2015 opgeheven. De gemeenten Les Hermaux, Saint-Pierre-de-Nogaret, Les Salces en Trélans werden opgenomen in het kanton Aumont-Aubrac en Chirac, Le Monastier-Pin-Moriès en Saint-Germain-du-Teil werden opgenomen in het op die dag gevormde kanton Chirac.